# Odinshühnchen
Das Odinshühnchen (Phalaropus lobatus) ist eine Art aus der Gattung der Wassertreter. Es zählt zu den arktischen Schnepfenvögeln und kann gelegentlich während seiner Zugzeit in den Monaten August und September sowie April und Mai an der deutschen Nordseeküste beobachtet werden. Odinshühnchen zählen zu den Arten mit reversem Geschlechtsdimorphismus, was bedeutet, dass Weibchen intensiver gefärbt sind als Männchen und auch etwas größer und schwerer sind als diese.
Der deutsche Trivialname leitet sich vom nordischen Gott Odin ab.

## Erscheinungsbild

### Brutkleid
Das Odinshühnchen zeichnet sich durch ein unverwechselbares Brutkleid aus. Seine Oberseite ist beim Weibchen schiefergrau, beim Männchen graubraun. Die Unterseite und die Kehle sind weiß. Auffällig ist ein Fleck auf dem Vorderhals, der bis zu den Wangen hinaufreicht und beim Weibchen orangerot, beim Männchen orangebraun und kleiner ist. Im Brutkleid ist damit das Odinshühnchen eindeutig vom Thorshühnchen zu unterscheiden, das nach heute allgemein üblichem Verständnis die zweite Art in der Gattung der Wassertreter ist. Der früher gleichfalls dieser Gattung zugerechnete Wilson-Wassertreter wird heute meist als einzige Art in die Gattung Steganopus gestellt.

### Ruhekleid
Nach der Mauser in der Zeit von August bis Dezember wechselt das Odinshühnchen in das Ruhekleid, in dem die Geschlechter nicht mehr auseinanderzuhalten sind. Auch die Unterschiede zum Thorshühnchen sind nun weniger offensichtlich. Im Ruhekleid ist der Unterkörper weiß gefärbt; beim Odinshühnchen endet das Weiß auf dem Oberkopf vor der Scheitellinie. Der Rücken ist hellgrau, allerdings dunkler als beim Thorshühnchen.

## Verbreitung

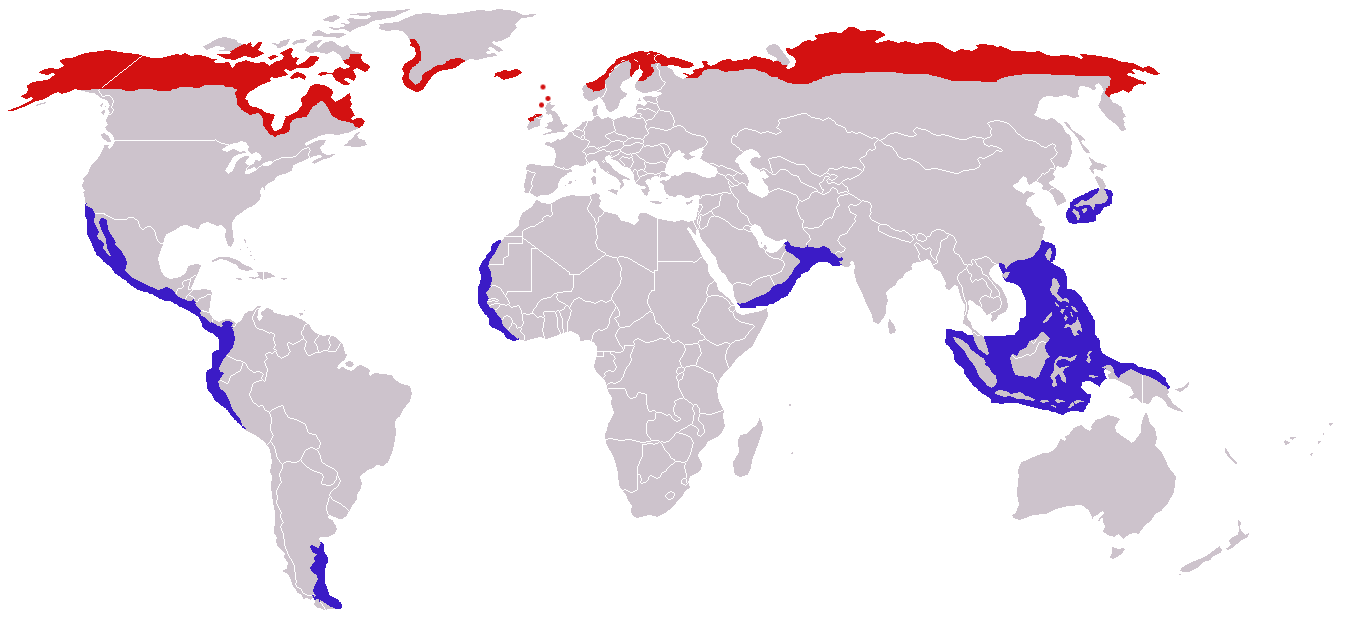
Verbreitungsgebiet des Odinshühnchen
rot: Brutgebiete
blau: Überwinterungsgebiete

Die Verbreitung des Odinshühnchens ist längst nicht so hocharktisch wie beim Thorshühnchen. So finden sich Brutvorkommen auch auf Island, den Färöern, den Shetlandinseln, den Orkneys und den Hebriden sowie auf dem Festland Norwegens, Schwedens und Finnlands. Das Odinshühnchen brütet mitunter weit im Landesinneren und nicht zwingend so küstennah wie das Thorshühnchen.
Odinshühnchen gelten als Langstreckenzieher, wobei ihre Winterquartiere allerdings nur teilweise bekannt sind. Sie liegen verstreut über tropische und subtropische Meere, aber auch an den Küsten Patagoniens und des südlichen Japans, wobei einzelne auch in Australien und Neuseeland gesichtet wurden. Weibchen ziehen Ende Juni und Männchen erst Ende Juli von den Brutplätzen ab. Den Heimzug treten sie im April bis Ende Mai an und treffen, je nach Sommerquartier, Mitte Mai bis Anfang Juli ein. Dieser wird überwiegend nachts durchgeführt. Auf seinen Zügen ist es immer wieder am Neusiedlersee zu beobachten.

## Lebensweise

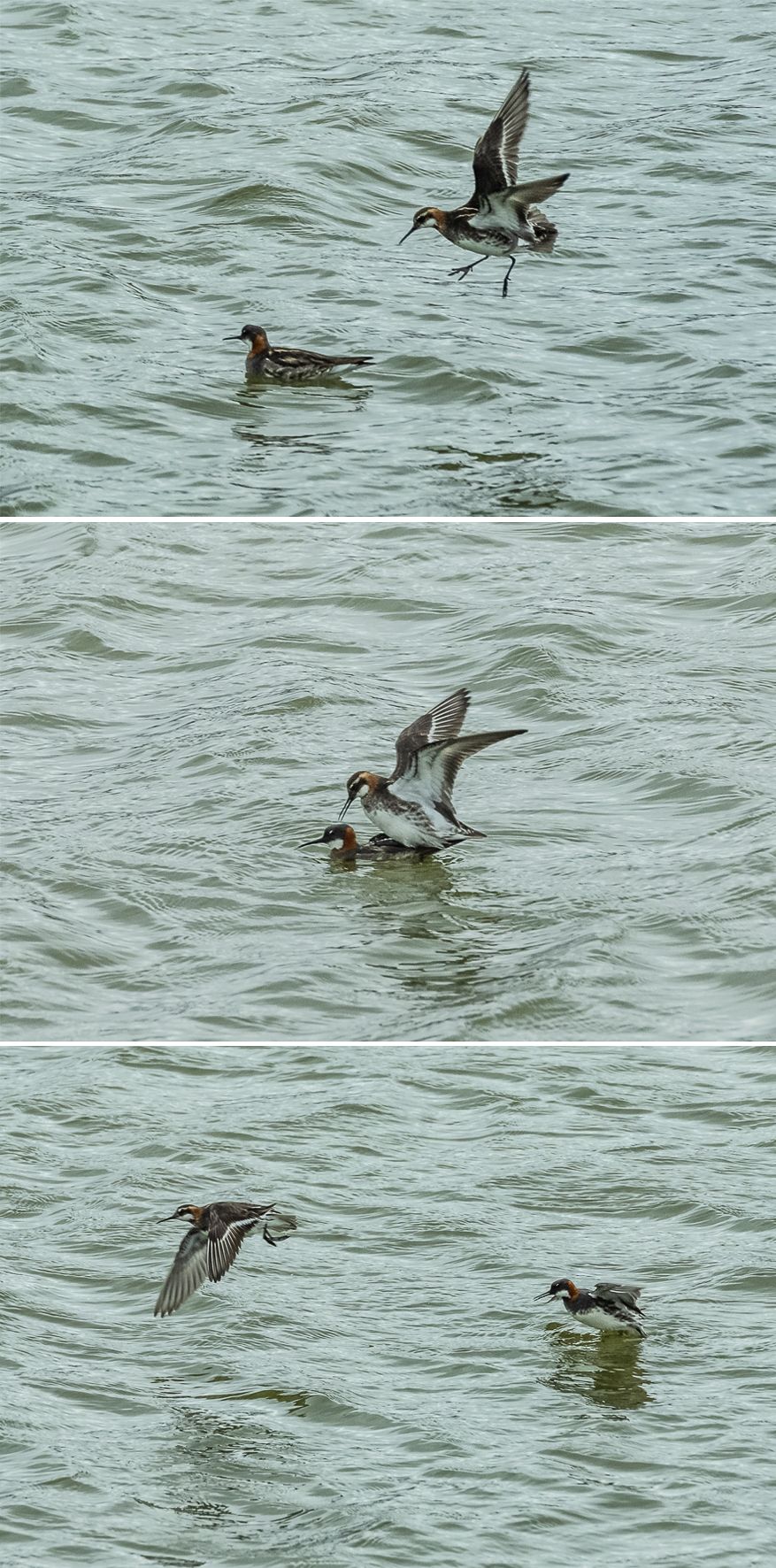
Copula

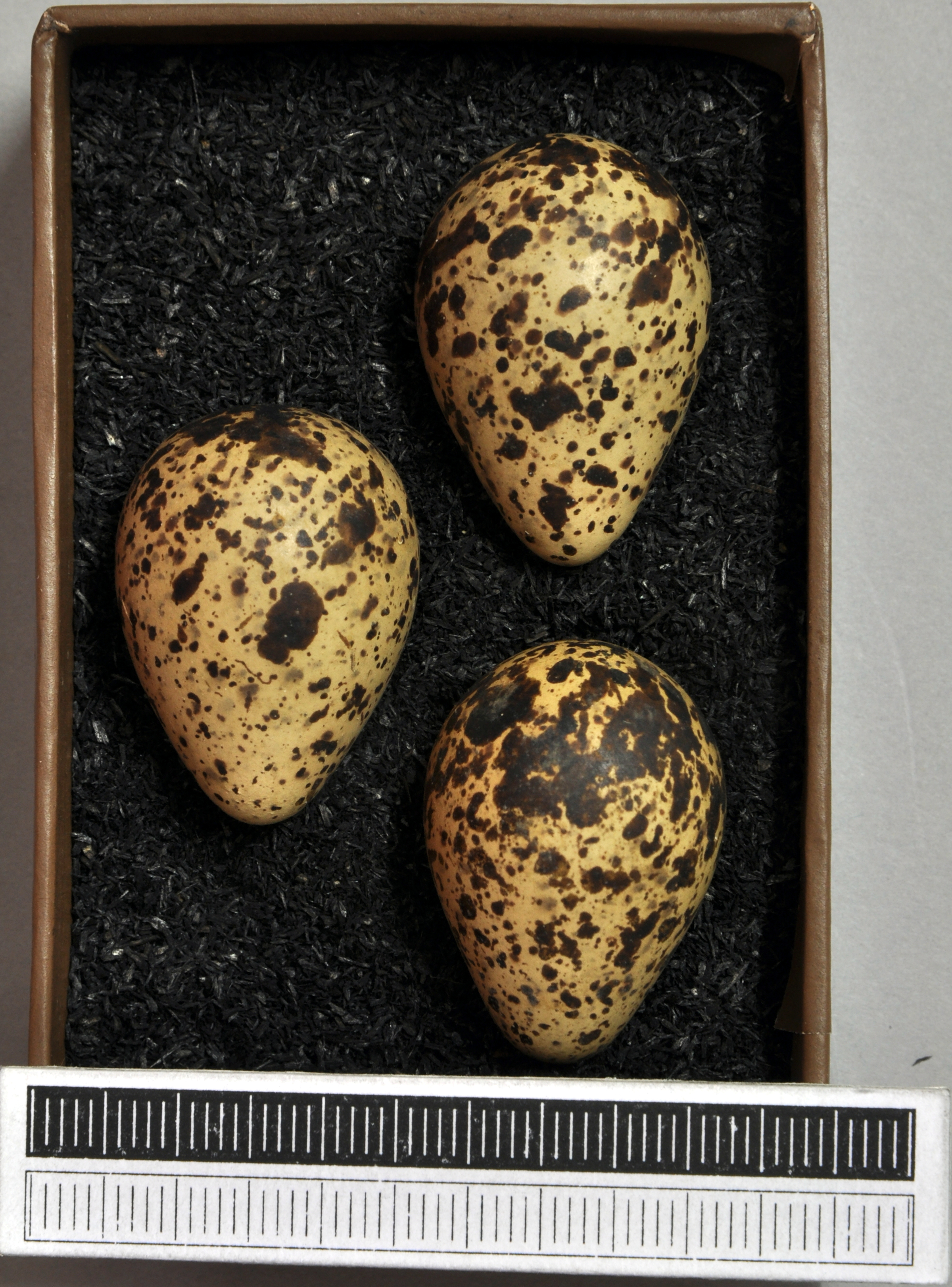
Gelege, Sammlung Museum Wiesbaden

Das Odinshühnchen zeichnet sich durch eine für Vögel ungewöhnliche Lebensweise aus. Das Weibchen sucht sich aktiv den Partner aus und wirbt um ihn in einem auffälligen Balzflug. Die Männchen führen außerdem die Jungvögel. Diese Verhaltensweise ist auch für das Thorshühnchen typisch. Die Fortpflanzung und die Form des Nahrungserwerbs ist daher ausführlich in dem Hauptartikel Wassertreter (Vögel) beschrieben.

## Bestand
Der europäische Brutbestand wird zu Beginn des 21. Jahrhunderts auf 85.000 bis 220.000 Brutpaare geschätzt. Zu den Ländern mit mehr als 10.000 Brutpaaren zählen Russland, Grönland, Island, Finnland, Norwegen und Schweden.
Das Odinshühnchen gilt wie viele andere Schnepfenvögel auch als eine der Arten, die vom Klimawandel besonders betroffen sein wird. Ein Forschungsteam, das im Auftrag der britischen Umweltbehörde und der Royal Society for the Protection of Birds die zukünftige Verbreitungsentwicklung von europäischen Brutvögeln auf Basis von Klimamodellen untersuchte, geht davon aus, dass bis zum Ende des 21. Jahrhunderts das Verbreitungsgebiet des Odinshühnchen um fast zwei Drittel schrumpfen und sich nach Nordosten verschieben wird. Neue potentielle Verbreitungsgebiete entstehen nach diesen Prognosen auf Spitzbergen und Novaya Zemlya, jedoch können sie die Arealverluste in Island, Finnland und im Süden von Norwegen nicht kompensieren.

## Belege